# Stanimir Iltsjev
Stanimir Jankov Iltsjev (Bulgaars: Станимир Янков Илче) (Boergas, 31 juli 1953) is een Bulgaars politicus en voormalig lid van het Europees Parlement voor de Nationale Beweging voor Stabiliteit en Vooruitgang.

## Levensloop
Iltsjev heeft een bachelor- en een mastergraad in journalistiek behaald aan de Sint-Clemens van Ohrid-universiteit in Sofia. Na zijn studie ging hij werken als redacteur bij de Bulgaarse Nationale Televisie. Later was hij werkzaam bij het tijdschrift Krille en het tijdschrift Mladezh. Ook was hij directeur public relations bij de American University in Bulgarije. In 2001 werd hij tijdens de parlementsverkiezingen verkozen tot lid van de Nationale Vergadering. Hij was vanaf dat jaar ook voorzitter van de Bulgaarse delegatie in de Parlementaire Vergadering van de NAVO. In de Nationale Vergadering was hij verder tot 2003 voorzitter van de commissie buitenlandse zaken, defensie en veiligheid. Van 2003 tot de verkiezingen van 2005 was hij fractievoorzitter van de Nationale Beweging Simeon II (toenmalige naam voor de 'Nationale Beweging voor Stabiliteit en Vooruitgang'). Ook tijdens de verkiezingen van 2005 kreeg hij een zetel in de Nationale Vergadering, echter verliet hij deze al snel. In 2005 werd hij namelijk waarnemer in het Europees Parlement en na de toetreding van Bulgarije tot de Europese Unie werd hij lid van het Europees Parlement. Tijdens de Europese Parlementsverkiezingen van 2009 kreeg hij genoeg stemmen om zijn zetel te behouden, hij bleef lid tot de Europese verkiezingen van 2014.

## Europees Parlement
In het Europees Parlement was hij met zijn partij lid van de Alliantie van Liberalen en Democraten voor Europa. Hij was als Europarlementariër betrokken bij de volgende commissies en delegaties:
- Lid van de 'Commissie constitutionele zaken'
- Lid van de 'Delegatie voor de betrekkingen met Albanië, Bosnië-Herzegovina, Servië, Montenegro en Kosovo'
- Plaatsvervanger in de 'Commissie burgerlijke vrijheden, justitie en binnenlandse zaken'
- Plaatsvervanger in de 'Delegatie in de Gemengde Parlementaire Commissie EU-Voormalige Joegoslavische Republiek Macedonië'